# Fonologija slovenskega knjižnega jezika
Slovenski jezik ima 29 različnih fonemov (glasnikov), 8 samoglasnikov ter 21 soglasnikov. Vsi fonemi razen enega ([dž]) se lahko zapišejo z eno črko, medtem ko se fonem [dž] skoraj vedno napiše z dž. Fonemi so v veliki večini primerov sosledni z zapisom (najpogostejša izjema so polcitatne besede), tako kot tudi pri mnogih drugih slovanskih jezikih. Zapis izgovorjave besed tako pogosto ni zapisan v mednarodni fonetični abecedi, saj se lahko fonetični zapis izredno poenostavi. V večini besed je potrebno le nakazati mesto naglasa in širokost sredinskih samoglasnikov, druge glasove pa lahko običajno dobimo z enostavno transliteracijo črk. Slovenščina za zapis tako najpogosteje uporablja le diakritična znamenja, ki nakazujejo le mesto naglasa, dolžino ter širokost sredinskih samoglasnikov.
Slovenščina ima za slovanski jezik veliko samoglasnikov. Za razliko od hrvaščine in srbščine slovenski knjižni jezik razlikuje med širokimi in ozkimi sredinskimi samoglasniki, vendar le v izgovorjavi. V primerjavi z ruščino ima slovenščina več fonemov, vendar manj različnih glasov. Samoglasniški glasovi v slovenščini še niso docela raziskani. Prve raziskave trdijo, da ima slovenščina osem različnih samoglasnikov, ki se med seboj lahko razlikujejo tudi po tonu, medtem ko so nove raziskave pokazale, da slovenščina ne razlikuje (več) med dolgimi in kratkimi samoglasniki. Trenutno je v uporabi še vedno starejši (klasični) model, saj pri novejših raziskavah niso bili vključeni govorci določenih narečij slovenščine. Slovenščina ima tri sprednje, dva oz. tri srednje ter tri zadnje samoglasnike oz. dva visoka, pet sredinskih ter enega oz. dva nizka samoglasnika.
Slovenski soglasniki so precej običajni za slovanski jezik, vendar jih je za slovanski jezik malo. Slovenščina razlikuje med trdo in mehko izgovorjavo le pri dveh zvočnikih, pri katerima gre še vedno za isti fonem ([n] oziroma [l]). Prav tako ima le štiri različne zlitnike v primerjavi s hrvaščino, poljščino in ruščino, ki jih imajo šest. Kot večina jezikov tudi slovenščina nima nezvenečih zvočniških fonemov, pozna pa tako zveneče kot nezveneče nezvočnike. Pri nezvočnikih tako prihaja do premen.

## Samoglasniki
Slovenščina ima 8 samoglasniških fonemov – [a], [e], [ɛ], [ə], [i], [o], [ɔ] in [u]. Za razliko od ostalih južnoslovanskih jezikov slovenščina razlikuje med širokimi in ozkimi sredinskimi samoglasniki, tako kot zahodnoslovanski jeziki. Sprednji in srednji samoglasniki so vsi nezaokroženi, izjema je le [ü], ki se v knjižnem jeziku ne pojavlja, se pa pojavlja v nekaterih lastnih imenih, najbolj znan je priimek Türk. Zadnji samoglasniki so vsi zaokroženi. Slovenske samoglasnike določata le prva dva formanta, tretji in četrti pri določanju samoglasnikov v slovenščini nimata velike vloge.
Slovenske samoglasnike je težko zapisati z mednarodno fonetično abecedo, saj ne sledijo obliki trapeza, kot je osnovana, temveč trikotniku. Vsi samoglasniki so pomaknjeni proti sredini trapeza, še posebej [ɛ], [ɔ] in [a]. [a] je običajno obravnavan kot srednji samoglasnik, torej bi moral biti v IPA zapisan kot /ä/, vendar ima vseeno višjo frekvenco drugega formanta kot običajni srednji /ä/ in je nekje vmes med /ä/ ter /a/. Velik odklon kažeta tudi [ɔ] (okoli 300 Hz) ter [ɛ] (okoli 100 Hz) v primerjavi z navadnimi frekvencami za drugi formant. Posebnost slovenskega jezika je tudi dvoglasniški u [u̯], za katerega mednarodna fonetična abeceda uradno še nima svojega znaka, vendar je običajno zapisan kot /u̫/ ali /uʷ/. [e], kateremu sledi /r/, je običajno dvignjen, bližje [i], torej se izgovarja kot /e̝/. Z izjemo [i], [u] in [ə] se ostali naglašeni samoglasniki ločijo glede na koren jezika. [ɛ], [ɔ] in dolgi [a] so izgovorjeni z umaknjenim korenom jezika (/ɛ̙/, /ɔ̙/ in /ä̙/), medtem ko so [e], [o] in kratki [a] izgovorjeni s pomaknjenim korenom jezika (/e̘/, /o̘/ in /ä̘/). [i] in [u] se oba izgovarjata s pomaknjenim korenom (i̘, u̘).
Vsi samoglasniki razen [ə] imajo svojo črko, s katero jo zapisujemo. V zapisu ne ločujemo med širokimi in ozkimi samoglasniki, zato sta oba zapisana z isto črko e oz. o. Polglasnik se zapisuje z različnimi črkami ali pa se ga ne zapiše. Najpogosteje je zapisan kot e (npr. pes, megla), pred zvočniki pa ni zapisan, zvočniki pa postanejo zlogotvorni. To se zgodi le, če pred zvočnikom ni samoglasnika ter mu ta tudi ne sledi oz. se beseda konča na zvočnik, pred katerim ni samoglasnika. Najpogostejši primer je pred [r] (npr. vrba, hrbet), v naglašeni obliki pa se nezapisan pojavlja le še pred [l] in še to v redkih besedah, kot je na primer Vĺtava. Pred ostalimi zvočniki se ne zapiše le, če je nenaglašen (npr. film, tovarn). [v] in [l] se ponekod lahko izgovarja kot [u] (ali kot [w]). To se zgodi le v ustreznem zvočniškem okolju, npr. ko sta [v] in [l] na koncu besede, pred njima pa je [r] (npr. trl, barv) ali ko sledita nenaglašenim [ɛ], [i] ali [ə] (npr. nesel, bukev, videl). Dvoglasniški u je v večini primerov alofon fonemov [v] in [l]; tako se izgovarjata le, kadar sta za samoglasnikom ter jima ne sledi samoglasnik, temveč soglasnik ali konec besede (npr. sivka, topel, avtor). [u̯] je zapisam z u le v redkih domačih besedah, v besednih zvezah ali polcitatnih besedah.

### Klasični model
Model, ki je dandanes standarden za zapis izgovorjave slovenskih besed, temelji na raziskavah Jožeta Toporišiča, izvedenih v sedemdesetih letih 20. stoletja. Pred njim sta Ilse Lehiste leta 1961 ter Rado Lenček leta 1966 sicer že objavila poročila o formantih slovenskih samoglasnikov, vendar prvo ni podalo dovolj relevantnih podatkov, saj so bili določeni le na podlagi ene govorke; drugi je podal bolj relevantne podatke, vendar samoglasnikov ni dokončno razdelil, ampak le opisal. Vsekakor pa je bil slednji pomemben za razvoj slovenske fonetike in je tudi v veliki meri vplival na Toporišiča, saj je Toporišič prav tako sestavil model z osmimi samoglasniki, ki se med seboj razlikujejo po kvaliteti ter ločil samoglasnike na dolge in kratke.
Toporišič je naglašen polglasnik uvrščal med dolge samoglasnike, vendar so nadaljnje raziskave pokazale, da je naglašeni polglasnik približno enako dolg kot nenaglašeni ter je bil potem premaknjen pod kratke samoglasnike. To je bila edina večja razlika med Toporišičevim modelom in tem, ki se uporablja dandanes. Čeprav ga je Toporišič uvrščal med dolge samoglasnike, je že on nad njim pisal krativec in ne ostrivca, kot je običajno za dolge samoglasnike. Še vedno obstaja neskladnost, saj se v primeru, ko je naglašeni kratki polglasnik zapisan z zlogotvornim zvočnikom, se vedno na zvočnik napiše ostrivec in ne krativec (pŕt, Vĺtava), kot bi bilo pričakovati.
|                  | Sprednji | Srednji | Zadnji |
| ---------------- | -------- | ------- | ------ |
| Visoki           | í        |         | ú      |
| Ozki sredinski   | é        |         | ó      |
| Široki sredinski | ê        | ô       |        |
| Nizki            |          | á       |        |

|                  | Sprednji | Srednji | Zadnji |
| ---------------- | -------- | ------- | ------ |
| Visoki           | ì        |         | ù      |
| Ozki sredinski   |          | ə̀       |        |
| Široki sredinski | è        | ə̀       | ò      |
| Nizki            |          | à       |        |

|                  | Sprednji | Srednji | Zadnji |
| ---------------- | -------- | ------- | ------ |
| Visoki           | i        |         | u      |
| Ozki sredinski   |          | ə       |        |
| Široki sredinski | e        | ə       | o      |
| Nizki            |          | a       |        |

Klasični model je še dandanes model, ki se uporablja v veliki večini slovarjev in pravopisov. Prav tako se še vedno uči v šolah in se po njem ocenjuje teste in druge izpite. Model se prav tako privzame za standarden model v večini poročil in člankov, tudi v tem.

#### Dvoglasniki
Dvoglasniki so v slovenščini redko napisani z dvema samoglasnikoma; to se zgodi le pri nekaterih domačih besedah (npr. nauk) ter v polcitatnih besedah in besednih zvezah, v besedah kot sta naiven ali kofein dvoglasnikov ni, saj čeprav sta dva samoglasnika napisana skupaj, pripadata različnim zlogom. Največkrat so zapisani s samoglasnikom ter j, l ali v, saj se [j], pred katerim je samoglasnik in mu sledi soglasnik ali konec besede, izgovarja kot [i], [v] in [l] pa pod istimi pogoji kot [u̯]. V slovenščini se dvoglasnik lahko konča le na [i] ali [u̯] in jih na podlagi tega delimo na dve skupini. Skupno je v slovenščini 14 različnih dvoglasnikov, 6 se jih konča na [i] ter 8 na [u̯]. Posebnost pri dvoglasnikih je tudi nevtralizacija širokih samoglasnikov, ki pa se ne zgodi povsod. [ɛ] se nevtralizira v [ḙ] (IPA /e̞/), če mu sledi [i] ter [ɔ] se nevtralizira v [o̭] (IPA /o̞/), če mu sledi [u̯]. Dvoglasniki so lahko dolgi naglašeni, kratki naglašeni ali nenaglašeni (odvisno od prvega samoglasnika), vendar je vedno naglašen le prvi samoglasnik. Kombinacija navadnega in dvoglasničnega u je možna, vendar redka, medtem ko je v ij primerih izgovorjen samo [i] in zato ne moremo ravno reči, da je to dvoglasnik.
| Dvoglasnik z /i/ | Dvoglasnik z /i/ | Dvoglasnik z /i/ |            | Dvoglasniki z /u̯/ | Dvoglasniki z /u̯/ | Dvoglasniki z /u̯/ |
| Dvoglasnik       | IPA              | Primer           | Dvoglasnik | IPA               | Primer            |                   |
| ---------------- | ---------------- | ---------------- | ---------- | ----------------- | ----------------- | ----------------- |
|                  |                  |                  |            | íu̯                | iːuʷ              | lupilnik          |
| éi               | eːi              | doklej           |            | éu̯                | eːuʷ              | pepel             |
| êi               | e̞ːi              | glejte           |            | êu̯                | ɛːuʷ              | omelce            |
| ái               | äːi              | enačaj           |            | áu̯                | äːuʷ              | nauk              |
|                  |                  |                  |            |                   |                   |                   |
| ôi               | ɔːi              | bojni            |            | ôu̯                | o̞ːuʷ              | peskovnik         |
| ói               | oːi              | dvojček          |            | óu̯                | oːuʷ              | dvovprega         |
| úi               | uːi              | tuj              |            | úu̯                | uːuʷ              | minul             |

| Dvoglasnik z /i/ | Dvoglasnik z /i/ | Dvoglasnik z /i/ |            | Dvoglasniki z /u̯/ | Dvoglasniki z /u̯/ | Dvoglasniki z /u̯/ |
| Dvoglasnik       | IPA              | Primer           | Dvoglasnik | IPA               | Primer            |                   |
| ---------------- | ---------------- | ---------------- | ---------- | ----------------- | ----------------- | ----------------- |
|                  |                  |                  |            | ìu̯                | iuʷ               | bil               |
|                  |                  |                  |            |                   |                   |                   |
| èi               | e̞i               | slej             |            | èu̯                | ɛuʷ               | nevljuden         |
| ài               | äi               | kaj              |            | àu̯                | äuʷ               | rjav              |
|                  |                  |                  |            | ə̀u̯                | əuʷ               | šel               |
| òi               | ɔi               | noj              |            | òu̯                | o̞uʷ               | ribolov           |
|                  |                  |                  |            |                   |                   |                   |
| ùi               | ui               | fuj              |            | ùu̯                | uuʷ               | osul              |

| Dvoglasnik z /i/ | Dvoglasnik z /i/ | Dvoglasnik z /i/ |            | Dvoglasniki z /u̯/ | Dvoglasniki z /u̯/ | Dvoglasniki z /u̯/ |
| Dvoglasnik       | IPA              | Primer           | Dvoglasnik | IPA               | Primer            |                   |
| ---------------- | ---------------- | ---------------- | ---------- | ----------------- | ----------------- | ----------------- |
|                  |                  |                  |            | iu̯                | iuʷ               | divjad            |
|                  |                  |                  |            |                   |                   |                   |
| ei               | e̞i               | hokej            |            | eu̯                | ɛuʷ               | dovolitev         |
| ai               | äi               | zdavnaj          |            | au̯                | äuʷ               | avgust            |
|                  |                  |                  |            | əu̯                | əuʷ               | topel             |
| oi               | ɔi               | kavbojke         |            | ou̯                | o̞uʷ               | aktovka           |
|                  |                  |                  |            |                   |                   |                   |
| ui               | ui               | hujskač          |            |                   |                   |                   |

### Novejše raziskave
Od uveljavitve Toporišičevega modela so bile izvedene še številne raziskave, rezultati številnih zavračajo model. Številni fonologi so zaradi tega že poskusili sestaviti nove modele, ki so v skladu z novimi raziskavami.

#### Dolžina samoglasnikov
Številne raziskave v tem in prejšnjem stoletju so pokazale, da se razlike v izgovorjavi dolgih in kratkih naglašenih samoglasnikov zmanjšujejo ter da so postale minimalne oz. ponekod so postali že kratki samoglasniki daljši od daljših in zato je Peter Jurgec leta 2011 predlagal posodobitev modela, saj meni, da je brezpredmetno vztrajati pri starem. Po njegovem modelu med posameznimi samoglasniki ni kvantitativnih razlik (niso različno dolgi), vendar so le kvalitativne (različni formanti). Edini samoglasnik, pri katerem je še opazna razlika, je [a], vendar se opazi tudi spremembo formantov (več o tem pod Deveti fonem). Kljub temu je razlika med dolžinama še vedno komaj 28 %. Po njegovih raziskavah naravni govorci razlikujejo med dolgimi in kratkimi samoglasniki zelo nizko, komajda nad 50 % oz. naključno. Približne dolžine samoglasnikov v slovenščini prav tako ne namigujejo na kvantitativne razlike; razvidno je le daljšanje nižjih samoglasnikov in krajšanje višjih. Posebnost je polglasnik, ki je najkrajši samoglasnik. Dolžine samoglasnikov so različne le pri naglašenih samoglasnikih; nenaglašeni so vsi praviloma dolgi pod 50 ms.
| Samoglasnik | [ə] | [i], [u] | [e], [o] | [ɛ], [ɔ] | [a]  |
| ----------- | --- | -------- | -------- | -------- | ---- |
| Dolžina     | ~50 | 50–75    | 65–85    | 80–100   | >100 |

#### Deveti fonem
Raziskave tonemskih govorcev so pokazale, da ima kratki [a] višji prvi formant kot dolgi [a], medtem ko raziskave netonemskih govorcev tega ne kažejo. Peter Jurgec zato trdi, da razlika v dolžini med dolgim in kratkim [a] prihaja izključno iz razlike v višini prvega formanta, saj višji so višji samoglasniki krajši. Nov glas še vedno imenuje nizki srednji samoglasnik, označil pa ga je kot [ʌ]. Glas je nekje vmes med polglasnikom in dolgim [a], torej se ga z mednarodno fonetično abecedo zapiše kot /ɐ/. Naravni govorci med [a] in [ʌ] razlikujejo med 70 in 97 %, kar je primerljivo z razlikovanjem med [e] in [ɛ], dobro uveljavljenim razlikovanjem. Artikulacijsko se [a] in [ʌ] razlikujeta le po položaju korena, kar pa je možno razlikovati le pri naglašenih položajih. Tako pride na nenaglašenih mestih do nevtralizacije, torej [ʌ̭] (IPA: /ɐ̞/).
[ʌ] se lahko pojavlja le v naglašenih zlogih ter le na končnih zaprtih zlogih. Pri tem lahko potegnemo vzporednice z [e] in [o], ki imata prav tako določene omejitve. Beseda čas v se imenovalniku izgovori [čʌs], medtem ko se v rodilniku izgovori [časa]. Podobno, vendar ne tako strogo, je tudi pri [e] in [o], kjer prav tako ne more obstajati samostalnik, ki ima v imenovalniku [ɛ] ali [ɔ], v kakšnem drugem sklonu pa [e] ali [o] (čeprav obstajajo samostalniki, pri katerih sta v vseh sklonih ozki različici, česar pri [ʌ] ni). Prav tako ne more biti v odprtih zlogih, kot npr. v besedah tla in bila. Lahko je le cirkumfleksiran (ʌ̏, IPA: ɐ́), tako kot [e] in [o].
|                       | Sprednji | Srednji | Zadnji |
| --------------------- | -------- | ------- | ------ |
| Visoki                | i        |         | u      |
| Ozki sredinski        | e        | ə       | o      |
| Široki sredinski      | ɛ        | ə       | ɔ      |
| Zelo široki sredinski |          | ʌ       |        |
| Nizki                 |          | a       |        |

|                       | Sprednji | Srednji | Zadnji |
| --------------------- | -------- | ------- | ------ |
| Visoki                | i        |         | u      |
| Ozki sredinski        | e        | ə       | o      |
| Široki sredinski      | e        | ə       | o      |
| Zelo široki sredinski |          | a       |        |
| Nizki                 |          | a       |        |

#### Nevtralizacija nenaglašenih samoglasnikov
Pari samoglasnikov, ki se artikulacijsko razlikujejo le po korenu jezika ([e] in [ɛ], [o] in [ɔ] ter kratki [a] oz. [ʌ] in dolgi [a]) se na nenaglašenih mestih nevtralizirajo in postanejo isti glas. Pozicija korena se lahko loči le na naglašenih mestih, tako da se na nenaglašenih mestih izgovarjajo na enak način. Formantne frekvence pri nesrednjih sredinskih samoglasnikih pokažejo, da sta glasova nekje vmes med [e] in [ɛ] ter [o] in [ɔ], torej kot [ḙ] in [o̭], kar je v skladu s splošno fonološko teorijo o redukciji. Podobno lahko sklepamo tudi pri [a] in [ʌ]. Niti ena raziskava formantnih frekvenc ne potrjuje nenaglašenih nesrednjih sredinskih samoglasnikov kot [ɛ] in [ɔ], kar trdi Toporišičev model.
Pri zapisu slovenščine z mednarodno fonetično abecedo je bilo predlagano, da se pri nenaglašenih samoglasnikih uporabi tako /ɛ/ in /ɔ/ kot tudi /e/ in /o/, saj naj bi se /e/ in /o/ pojavljala v nekaterih breznaglasnicah kot sta že in bo. Vendar je preučevanje samoglasnikov v breznaglasnicah težavno, saj osamljene ali na koncu fraz dobijo naglas. Prav tako se je ugotovilo, da sta /e/ in /o/ v slovenščini lahko sekundarno naglašena, kar bi lahko tudi bila pri breznaglasnicah. Raziskava tako v glavnem ni bila dobro sprejeta.

### Diakritična znamenja
Izgovorjave v slovenščini se običajno ne zapisuje z mednarodno fonetično abecedo, saj je za razliko od angleščine običajno vsak samoglasnik predstavljen le z eno črko, ena črka pa predstavlja le majhno število samoglasnikov. Tako običajno ni potrebe po zapisovanju izgovorjave z mednarodno fonetično abecedo in se za zapis slovenščine uporabljajo drugi zapisi. Za soglasnike veljajo številna pravila, po katerih izvemo njihovo izgovorjavo, tako da je običajno potrebno le označiti mesto naglasa ter dolžino samoglasnika. Ker sta ozka in široka sredinska samoglasnika zapisana z isto črko, moramo že nekako ločiti med njima. Na tak način uporabljamo jakostno naglaševanje, ki se pogosto uporablja v slovarjih ter pri razlagi znanstvenih besed. Poznamo tri jakostna diakritična znamenja:
| Znamenje     | Pomen                                               | Omejitve                                                               | Primer        |
| ------------ | --------------------------------------------------- | ---------------------------------------------------------------------- | ------------- |
| strešica (^) | označuje dolžino ter odprtost (širokost)            | le nad e in o, ne more biti v edinem ali zadnjem samoglasniku v besedi | môra, prêdmet |
| ostrivec (´) | označuje dolžino ter pri e in o zaprtost (ozkost)   | ne more biti nad ə, najpogostejše znamenje v večzložnih besedah        | híša, teló    |
| krativec (`) | označuje kračino ter pri e in o odprtost (širokost) | manj pogost, običajno v enozložnih besedah                             | bìk, mèt      |

Nad zlogotvornima r in l je vedno ostrivec, čeprav je polglasnik vedno kratek glas. Če znamenja uporabljamo v besedi, ne moremo ločiti med kratkim naglašenim [ɛ] in naglašenim [ə], saj sta oba zapisana kot è. Če uporabljamo diakritična znamenja izven besede se naglašeni [ə] običajno zapiše kot ə̀. Poleg jakostnih diakritičnih znamenj poznamo še tonemska. Slovenščina ni tonemski jezik, vendar se določeni samoglasniki lahko izgovorijo visoko ali nizko. Tonemska znamenja so štiri, eno za vsako kombinacijo višine in dolžine samoglasnika. Širino oz. ozkost samoglasnika ločuje pika pod e oz. o, ki označuje ozkost. Tonemska diakritična znamenja se uporablja bolj redko in običajno izven besed. Običajno se uporabljajo za razlikovanje kratkega nedoločnika in namenilnika, kjer je edina razlika kdaj lahko le naglas:
| Znamenje          | Pomen                                                                          | Primer |
| ----------------- | ------------------------------------------------------------------------------ | ------ |
| akut (´)          | zaznamuje dolžino ter nizki ton (praviloma je sledeči nenaglašeni zlog visok)  | lípa   |
| cirkumfleks ( ̑)   | zaznamuje dolžino ter visoki ton (praviloma je sledeči nenaglašeni zlog nizek) | vẹ̑ro   |
| gravis (`)        | zaznamuje kračino ter nizki ton                                                | tə̀ma   |
| dvojni gravis ( ̏) | zaznamuje kračino ter visoki ton                                               | bȉk    |

Slovenščina ima dva načina naglaševanja. Prvega je postavil Jakob Rigler v SSKJ 1971. Drugega je postavil Jože Toporišič leta 1976 v Slovenski slovnici. Riglerjev način se še vedno uporablja v SSKJ, medtem ko se v Slovenskem pravopisu uporablja Toporišičev način. Pravopisna pravila tudi priporočajo uporabo Toporišičeve metode.
Slovenščina pozna tako primarni kot tudi sekundarni naglas. Sekundarni naglas se v slovenščini pojavlja le v nekaterih zloženkah (ávtocésta) ter v prevzetih besedah. Mešani in premični naglasni tip se v knjižnem jeziku izgubljata zaradi močne tendence leksikalizacije naglasa na osnovi. V današnjem času je dilema pri naglaševanju števil med deset in dvajset. SSKJ naglas postavlja nad osnovo (npr. pétnajst), medtem ko Slovenski pravopis posatvlja naglas na končnico (petnájst). Tako jakostno kot tonemsko naglaševanje med primarnim in sekundarnim naglasom ne ločuje, temveč oba zapiše z enakim znamenjem. Po nekaterih ugibanjih naj bi bile tudi nekatere breznaglasnice sekundarno naglašene.

### Formanti
Formanti slovenskih fonemov [o], [e], [ə] in [i] so precej podobni formantom glasov /o/, /e/, /ə/ in /i/ v mednarodni fonetični abecedi z odstopanjem F2 do okoli 100 Hz, pri [u] pa od /u/ odstopa za okoli 200 Hz, medtem ko širši glasovi kažejo veliko mero centralizacije. Drugi formant je pri [ɛ] za okoli 100 Hz nižji od /ɛ/, pri [ɔ] pa je v primerjavi z /ɔ/ povišan za okoli 300 Hz. Posebej težko je v mednarodno fonetično abecedo umestiti fonem [a], saj je njegov drugi formant okoli 1260 Hz, 350 Hz nižji od /a/, vendar še vedno ne dovolj nizek za /ä/, ki je srednji samoglasnik, kamor običajno uvrščamo [a]. Prvi formanti so za razliko od drugih približno enaki. Tretji in četrti formant nimata pomembne vloge pri slovenskih samoglasnikih.
| IPA | Naglas | Jurgec           | Jurgec           | Jurgec           | Jurgec           | Jurgec             | Jurgec             | Jurgec             | Jurgec             | Toporišič | Toporišič | Toporišič | Toporišič | Standardni | Standardni |
| IPA | Naglas | Tonemski govorci | Tonemski govorci | Tonemski govorci | Tonemski govorci | Netonemski govorci | Netonemski govorci | Netonemski govorci | Netonemski govorci | Toporišič | Toporišič | Toporišič | Toporišič | Standardni | Standardni |
| IPA | Naglas | F1               | F2               | F3               | F4               | F1                 | F2                 | F3                 | F4                 | F1        | F2        | F3        | F4        | F1         | F2         |
| --- | ------ | ---------------- | ---------------- | ---------------- | ---------------- | ------------------ | ------------------ | ------------------ | ------------------ | --------- | --------- | --------- | --------- | ---------- | ---------- |
| ìː  | í      | 274              | 2317             | 2947             | 3836             | 274                | 2317               | 2947               | 3836               | 328       | 2116      | 2797      | 3551      | 240        | 2400       |
| íː  | ȋ      | 274              | 2293             | 2916             |                  | 274                | 2293               | 2916               | 3846               | 328       | 2116      | 2797      | 3551      | 240        | 2400       |
| i   | ȉ      | 283              | 2299             | 2858             |                  | 283                | 2299               | 2858               | 3796               | 390       | 2138      | 2749      | 3513      | 240        | 2400       |
| èː  | ẹ́      | 357              | 2310             | 2839             | 3828             | 357                | 2310               | 2839               | 3828               | 451       | 1973      | 2764      | 3570      | 390        | 2300       |
| éː  | ẹ̑      | 373              | 2318             | 2848             |                  | 373                | 2318               | 2848               | 3846               | 451       | 1973      | 2764      | 3570      | 390        | 2300       |
| ɛ̀ː  | é      | 564              | 1969             | 2680             | 3884             | 564                | 1969               | 2680               | 3884               | 585       | 1849      | 2619      | 3614      | 610        | 1900       |
| ɛ́ː  | ȇ      | 573              | 1850             | 2640             |                  | 573                | 1850               | 2640               | 3878               | 585       | 1849      | 2619      | 3614      | 610        | 1900       |
| ɛ   | ȅ      | 591              | 1819             | 2607             |                  | 591                | 1819               | 2607               | 3799               | 594       | 1772      | 2573      | 3460      | 610        | 1900       |
| ä̀ː  | á      | 731              | 1262             | 2650             | 3825             | 731                | 1262               | 2650               | 3825               | 726       | 1332      | 2518      | 3594      |            |            |
| ä́ː  | ȃ      | 725              | 1233             | 2668             |                  | 725                | 1233               | 2668               | 3853               | 726       | 1332      | 2518      | 3594      |            |            |
| ä   | ȁ      | 661              | 1268             | 2581             |                  | 661                | 1268               | 2581               | 3763               | 650       | 1509      | 2581      | 3506      |            |            |
| ə̀   | ə̀      | 492              | 1383             | 2431             | 3719             | 492                | 1383               | 2431               | 3719               | 539       | 1376      | 2487      | 3388      |            |            |
| ə́   | ə̏      | 500              | 1350             | 2554             |                  | 500                | 1350               | 2554               | 3703               | 539       | 1376      | 2487      | 3388      |            |            |
| ɔ̀ː  | ó      | 587              | 1004             | 2689             | 3733             | 587                | 1004               | 2689               | 3733               | 565       | 993       | 2584      | 3370      | 500        | 700        |
| ɔ́ː  | ȏ      | 608              | 1020             | 2723             |                  | 608                | 1020               | 2723               | 3772               | 565       | 993       | 2584      | 3370      | 500        | 700        |
| ɔ   | ò      | 623              | 1042             | 2627             |                  | 623                | 1042               | 2627               | 3692               | 583       | 1114      | 2508      | 3301      | 500        | 700        |
| òː  | ọ́      | 393              | 769              | 2678             | 3591             | 393                | 769                | 2678               | 3591               | 430       | 823       | 2555      | 3297      | 360        | 640        |
| óː  | ọ̑      | 411              | 803              | 2706             |                  | 411                | 803                | 2706               | 3617               | 430       | 823       | 2555      | 3297      | 360        | 640        |
| ùː  | ú      | 304              | 827              | 2533             | 3661             | 304                | 827                | 2533               | 3661               | 393       | 747       | 2345      | 3519      | 250        | 595        |
| úː  | ȗ      | 304              | 890              | 2519             |                  | 304                | 890                | 2519               | 3629               | 393       | 747       | 2345      | 3519      | 250        | 595        |
| u   | ù      | 327              | 857              | 2506             |                  | 327                | 857                | 2506               | 3573               | 420       | 866       | 2341      | 3135      | 250        | 595        |

## Soglasniki
Slovenščina ima 21 soglasniških fonemov, od tega jih ima 20 svojo pripadajočo črko v abecedi. Svoje črke v slovenščini nima fonem [dž]. V južnoslovanskih jezikih se običajno zapiše s črko đ, ki pa je slovenski jezik ne pozna in se v večini primerov fonem zapiše z dž. Za razliko od angleščine je zapis slovenskih besed bolj sosleden z izgovorjavo, kar je tudi glavni razlog, zakaj se slovenščina redko zapisuje z mednarodno fonetično abecedo. Za izgovorjavo velike večine besed si moramo zapomniti le nekaj pravil. Slovenščina ima 12 zvenečih in 9 nezvenečih soglasniških fonemov, 6 zvočniških in 15 nezvočniških. Soglasniške foneme se v slovenščini deli na tri skupine – zvočnike, zveneče nezvočnike ter nezveneče nezvočnike, saj v slovenščini, tako kot v ostalih slovanskih jezikih, ni nezvenečih zvočniških fonemov. Slovenščina glede na izgovorjavo glasov pozna nosnike, jezičnike, drsnike, vibrante (ali tape), zapornike, pripornike in zlitnike. Slovenščina načeloma razlikuje med navadnimi in obstranskimi glasovi, čeprav v slovenščini nobenega navadni – obstranski para. Soglasniki segajo od ustničnih do mehkonebnih; slovenščina namreč ne pozna uvularnih, grlnih ali glasilčnih glasov.
| (Zveneči) zvočniki | (Zveneči) zvočniki |       | Zveneči nezvočniki | Zveneči nezvočniki |             | Nezveneči nezvočniki | Nezveneči nezvočniki |
| Fonem              | Izgovorjava        | Fonem | Izgovorjava        | Fonem              | Izgovorjava |                      |                      |
| ------------------ | ------------------ | ----- | ------------------ | ------------------ | ----------- | -------------------- | -------------------- |
| [m]                | /m/                |       | [b]                | /b/                |             | [p]                  | /p/                  |
| [n]                | /n̪/                |       | [d]                | /d̪/                |             | [t]                  | /t̪/                  |
| [l]                | /l/                |       | [g]                | /g/                |             | [k]                  | /k/                  |
| [r]                | /r/ (/ɾ/)          |       | [z]                | /z/                |             | [s]                  | /s/                  |
| [j]                | /j/                |       | [ž]                | /ʒ/                |             | [š]                  | /ʃ/                  |
| [v]                | /ʋ/                |       | [dž]               | /d͡ʒ/               |             | [č]                  | /t͡ʃ/                 |
|                    |                    |       |                    |                    |             | [f]                  | /f/                  |
|                    |                    |       |                    |                    |             | [c]                  | /t͡s/                 |
|                    |                    |       |                    |                    |             | [h]                  | /x/                  |

### Zvočniki
Slovenščina ima šest zvočniških soglasniških fonemov – [m], [n], [l], [r], [j] in [v] ter skupno 14 različnih glasov, od tega sta dva para glasov opcijska (lahko izgovarjamo kateregakoli v paru). V primerjavi s trinajstimi neopcijskimi zvočniškimi glasovi, ki jih imata hrvaščina in srbščina ima slovenščina torej enega manj, v primerjavi s slovaščino pa dva manj. Za razliko od hrvaščine, slovenščina ne pozna silabičnih zvočnikov. V primerjavo s hrvaščino sta [n] in [l] lahko le palatizirana (/nʲ/, /lʲ/) in ne popolna trdonebna glasova (/ɲ/, /ʎ/) tako kot v hrvaščini.
V slovenščini sta dva nosna fonema, to sta [n] in [m], ki se običajno izgovarjata kot /n̪/ in /m/. Skupaj z njunimi ostalimi alofoni predstavljata šest različnih nosničnih glasov. Poleg /n̪/ in /m/ je v slovenščini tudi zobnoustnični nosnik /ɱ/, ki je gotovo alofon fonema [m] in najbrž tudi [n]. Tako se izgovarjata če jima sledi glas /f/, /v/ ali /ʋ/ (simfonija [siɱfɔˈn̪íːjä], invalid [iɱʋäˈlíːt], triumf želi [triˈúːɱv ʒɛˈlíː]). Običajno se /ɱ/ pojavlja pred /f/ ali /ʋ/, le redko pride do kombinacije [m] ali [n] in /v/. Fonem [n] se izgovarja kot mehkonebni /ŋ/ pred mehkonebnimi glasovi /k/, /g/, /x/ in /ɣ/ (banka [ˈbä́ːŋkä], angel [ˈä̀ːŋgɛl], inhalator [iŋxäˈlä́ːtɔr], podan h grozovitežu [pɔˈd̪ä̀ːŋ ɣ‿grɔzɔˈvíːt̪ɛʒu]). [n] se prav tako izgovarja drugače, če mu sledi /j/ in soglasnik ali konec besede. Če /j/-ju sledi samoglasnik se izgovarja običajno kot /n̪/ (njega [ˈn̪jɛ̀ːgä]), če pa mu sledi soglasnik ali konec besede, se fonema [n] in [j] združita v en glas, mehčani n oz. dolgi n. Obe izgovorjavi sta pravilni, čeprav se običajno uporablja mehčani n. Mehčani n je v bistvu palatiziran /n̪/ (/n̪ʲ/) in ne čisti trdonebni nosnik /ɲ/. (konj [ˈkɔ́n̪ʲ] in ne [ˈkô̞ɲ] kot v hrvaščini; druga možnost je kot [ˈkɔ́n̪ː])
Fonem [v] ima pet različnih načinov izgovorjave. Običajno se izgovarja kot /ʋ/ in to se zgodi, če mu sledi samoglasnik (voda [ˈʋɔ̀ːdä], vezava [ʋɛˈzä́ːʋä]). Če sledi soglasniku ali je na začetku besede in mu sledi soglasnik ali konec besede, se premenjuje v /w/ ali /ʍ/, odvisno od sledečega soglasnika. Če je sledeči soglasnik zveneč ali sledi konec besede, se premenjuje v /w/ (vnuk [ˈwn̪uːk], vgraditev [wgräˈd̪íːt̪ɛuʷ]), če pa je nezveneč, se premenjuje v /ʍ/ (vsi [ˈʍsí], v škatli [ʍ‿ˈʃkä́ːt̪ˡli]). Namesto /w/ in /ʍ/ se lahko [v] v enakih pimerih izgovarja kot nenaglašeni /u/ (vsi [ˈʍsí] ali [uˈsí]), vendar slednja ni tako pogosta. /w/ in /ʍ/ se običajno nahajata na začetku besed, /w/ tudi na koncu (vrv [ˈʋə́rw]). /ʍ/ je edini nezveneči zvočniški glas, ki ga ima slovenščina. Če [v] sledi samoglasniku, za njim pa je konec besede ali soglasnik se izgovori kot [u̯] in skupaj s prejšnjim samoglasnikom tvori dvoglasnik. Drugi drsnik, [j], ima le eno izgovorjavo, /j/.
Slovenščina ima tudi dva jezičnika – [l] in [r]. [l] je obstranski jezičnik oz. lateral in se običajno izgovarja kot /l/ (limona [liˈmóːn̪a], politi [pɔˈlìt̪i]), vendar ima veliko premen. Tako kot pri [n] pride tudi pri [l] do mehčanja, če mu sledi [j]. Prav tako se oba fonema združita v enega in prav tako sta možni dve različni izgovorjavi. [l] je prav tako le palatiziran in ne trdonebni glas kot v hrvaščini (bilje [ˈbíːlʲɛ] in ne [ˈbîʎɛ] kot v hrvaščini; druga možnost je kot [ˈbíːlːɛ], poljski [ˈpóːlʲski] ali [ˈpóːlːski]). Tako kot [v] se tudi [l] izgovarja kot dvoglasnični u, če je pred njim samoglasnik, za njim pa soglasnik ali konec besede. V posebnih primerih se lahko [l] izgovarja tudi kot /w/; to se zgodi, če se nahaja na koncu besede ter obenem za /r/ (trl [ˈt̪ərw], izumrl [izuˈmə̀rw]); prav tako je možna tudi izgovorjava z /u/ namesto /w/, vendar obe izgovorjavi Slovenski pravopis zavrača in kot pravo izgovorjavo označuje [u̯]. [r] je najbolj problematičen fonem za zapis z mednarodno fonetično abecedo. Še do danes ni jasno, ali se fonem izgovarja kot tap ali kot vibrant oz. ali med njima variira. Slovenski lingvistični atlas trdi, da se fonem izgovarja kot /ɾ/, medtem ko večina raziskav kaže, da je glas bližje /r/. Večina fonologov prav tako za zapis raje uporablja /r/ kot /ɾ/. Prav tako ni jasno, ali se zlogotvorni r izgovarja kot polglasnik in r ali kot silabični /r̩/, čeprav večina za zapis uporablja prvega. /r/ in /l/ v slovenščini prav tako nista čista dlesnična jezičnika, temveč sta dentalizirana, kar je trenutno nemogoče zapisati z mednarodno fonetično abecedo. Nista dentalna /l̪/ in /r̪/, saj je mesto izgovorjave še vedno pri dlesni in ne zobeh, prav tako pa kažeta znake dentalizacije.
|         | Ustnični | Zobnoustnični | Zobni | Dlesnični | Zadlesnični | Retrofleksni | Trdonebni | Mehkonebni |
| ------- | -------- | ------------- | ----- | --------- | ----------- | ------------ | --------- | ---------- |
| Nosnik  | m        | ɱ             | n̪     |           |             |              |           | ŋ          |
| Vibrant |          |               |       | r         |             |              |           |            |
| Drsnik  |          | ʋ             |       |           |             |              | j         |            |
| Lateral |          |               |       | l         |             |              |           |            |

### Nezvočniki
Slovenščina ima 20 nezvočniških glasov, vsi izmed njih so v zvenečnostnih parih. To je tri manj v primerjavi s srbščino in hrvaščino ter enako število v primerjavi s slovaščino, vendar se samo glasovi med njima bistveno spreminjajo. Za razliko od hrvaščine slovenščina ne pozna mehčanja nezvočnikov ter prav tako mehkega ć ter treh različic izgovorjave fonema [h]. Slovenščina pozna pripornike, zapornike ter zlitnike, ki se izgovarjajo v prostoru med ustnicama in mehkim nebom, vendar prav tako ne pozna retrofleksnih in trdonebnih. Poleg dvajsetih osnovnih glasov pozna še štiri favkalne in dva obstranska nezvočnika. Slovenščina nima čiste razlike med zobnimi in dlesničnimi soglasniki. Zobna /t̪/ in /d̪/ sta v resnici zobnodlesnična, dlesnični /t͡s/, /s/ in /z/ pa so dentalizirani.
Nezvočniški fonemi se v slovenščini pogosto premenjujejo. Najpogosteje pride do prilikovanja, tj. spremembe izgovorjave v svoj zvenečnostni par zaradi sledečega nezvočnika ali konca besede. Zvenečnost dveh sledečih nezvočnikov mora namreč biti ista (nezveneč – nezveneč ali zveneč – zveneč), na koncu besede, razen v primeru, ko se naslednja beseda začne z zvenečim nezvočnikom, pa mora biti glas nezveneč. V slovenščini se to dogaja večkrat kot v ostalih južnoslovanskih jezikih, saj slovenščina v zloženkah ohranja enak zapis kot v ločenih besedah (predsednik in ne precednik). To se zgodi tudi s fonemi, ki nimajo svojega zvenečnostnega para ([f], [c] in [h]) in tako dobi slovenščina še tri glasove, prilikovanje pri njih pa lahko obstaja samo iz nezvenečega v zveneči. Edina izjema so favkalni in obstranski glasovi, saj njim mora slediti zvočnik, ki v nobenem primeru ne vpliva na prilikovanje. Zveneči nezvočniki prav tako ne izgubijo zvenečnosti na koncu pravih predlogov (iz, od, ob ...), če jim ne sledi nezveneči soglasnik.
| Par (IPA)                          | Izguba zvenečnosti (v besedi) | Izguba zvenečnosti (konec besede) | Pridobitev zvenečnosti (če fonemu sledi zveneči nezvočnik) |
| ---------------------------------- | ----------------------------- | --------------------------------- | ---------------------------------------------------------- |
| ustnični zapornik (/p/, /b/)       | subtropski [ˌsuːpˈt̪roːpski]   | slab [ˈsläp]                      | lep gozd [ˈleːb ˈgɔst̪]                                     |
| zobni zapornik (/t̪/, /d̪/)          | sladki [ˈslät̪ki]              | slad [ˈsläːt̪]                     | petdeset [ˈpeːdɛsɛt̪]                                       |
| mehkonebni zapornik (/k/, /g/)     | dolgčas [ˈd̪o̞ːu̯kt͡ʃäs]          | krog [ˈkroːk]                     | prerokba [prɛˈroːgbä]                                      |
| zadlesnični zlitnik (/t͡ʃ/, /d͡ʒ/)   | /                             | imidž [ˈiːmit͡ʃ]                   | učbenik [ˈuːd͡ʒbɛn̪ik]                                       |
| dlesnični pripornik (/s/, /z/)     | gozd [ˈgɔst̪]                  | čez [čɛs]                         | glasba [ˈglaːzbä]                                          |
| zadlesnični pripornik (/ʃ/, /ʒ/)   | beležka [bɛˈleːʃkä]           | bombaž [bɔmˈbäːʃ]                 | izvršba [izˈvərʒbä]                                        |
|                                    |                               |                                   |                                                            |
| dlesnični zlitnik (/t͡s/, /d͡z/)     | /                             | /                                 | brivec dela [ˈbriːʋɛd͡z ˈd̪eːlä]                             |
| zobnoustnični pripornik (/f/, /v/) | /                             | /                                 | Afganistan [ˈäːvgän̪ist̪än̪]                                  |
| mehkonebni pripornik (/x/, /ɣ/)    | /                             | /                                 | h gori [ɣ‿ˈgɔːri]                                          |

Če nezvočniku sledi isti glas, se glas izgovori le enkrat (petdeset [ˈpéːdɛsɛt̪], subpolaren [ˌsúːpɔˈlä́ːren̪], rokglasba [ˌróːˈklä́ːzbä], izsiliti [iˈsiːlit̪i], brezžičen [brɛˈʒíːt͡ʃɛn̪]). Če glasu /t̪/ ali /d̪/ sledi /s/ oz. /z/, se glasova zdužita v dentalizirana dlesnična zlitnika /t͡s/ in /d͡z/ (predsednik [prɛˈt͡séːdnik], odziv [ɔˈd͡zíuʷ]). Podobno se zgodi tudi, če jima sledi /ʃ/ ali /ʒ/ in se glasova združita v /t͡ʃ/ oz. /d͡ʒ/ (odšteti [ɔˈt͡ʃt̪eːt̪i], odžejati [ɔˈd͡ʒɛ́ːjät̪i]). V slovenščini se ne more izgovarjati zapornika in nato sičniškega pripornika, saj se glasova "zlijeta" v sičniški zlitnik. Ta sprememba ne velja za nesičniške pripornike in se lahko izgovarjajo za zaporniki (sikhovski [ˈsíːkxɔuʷski] in ne [ˈsíːk͡xɔuʷski], Sapfo [ˈsä́ːp̪fɔ] in ne [ˈsä́ːp̪͡fɔ]). Dlesnični sičniški glasovi (/s/, /z/, /t͡s/ in /d͡z/), katerim sledi zadlesnični sičniški glas (/ʃ/, /ʒ/, /t͡ʃ/ ali /d͡ʒ/) se premenijo v zadlesnične sičniške glasove (sčasoma [ʃt͡ʃäːsɔmä], iz džipa [iʒ‿ˈd͡ʒíːpä], brivec šamponira ['bríːʋɛt͡ʃ ʃämpɔˈn̪íːrä], brivec želi [ˈbríːʋɛd͡ʒ ʒɛˈlìː]).
Fonema [p] in [b] imata zobnoustnično izgovorjavo /p̪/ in /b̪/ pred zobnoustničnimi zvočniki in nezvočniki (/f/, (/v/) in /ʋ/), prilikovanje pa prav tako ostane (ob figi [ɔp̪‿ˈfìːgi], ob vodi [ob̪‿ˈʋɔ̀ːdi]).
Na izgovorjavo zapornikov prav tako vplivajo zvočniki, vendar razen /ʋ/ le v načinu sprostitve zraka. Zobna zapornika (/t̪/ in /d̪/) postaneta obstranska zapornika /t̪ˡ/ in /d̪ˡ/ in sprostita zrak ob straneh v primeru, če jima sledi lateral /l/ (tla [ˈt̪ˡlä̀], dleto [ˈd̪ˡlèːt̪ɔ]). Prav tako postaneta favkalna /t̪ⁿ/ in /d̪ⁿ/ in sprostita zrak skozi nos v primeru, če jima sledi zobni nosnik /n̪/ (blatnik [ˈbläːtⁿn̪ik], dno [ˈd̪ⁿn̪ɔ́]). Podobno se zgodi tudi ustničnima zapornikoma /b/ in /p/, le da pred ustničnim nosnikom /m/ (območje [ɔbⁿˈmóːt͡ʃjɛ], [snɔ́pⁿ mi‿ˈdäj])
|           |            | Ustnični | Ustnični | Zobnoustnični | Zobnoustnični | Zobni | Zobni | Dlesnični | Dlesnični | Zadlesnični | Zadlesnični | Retrofleksni | Retrofleksni | Trdonebni | Trdonebni | Mehkonebni | Mehkonebni |
| --------- | ---------- | -------- | -------- | ------------- | ------------- | ----- | ----- | --------- | --------- | ----------- | ----------- | ------------ | ------------ | --------- | --------- | ---------- | ---------- |
| Zapornik  | Zapornik   | p        | b        | p̪             | b̪             | t̪     | d̪     |           |           |             |             |              |              |           |           | k          | g          |
| Pripornik | Sičniški   |          |          |               |               |       |       | s         | z         | ʃ           | ʒ           |              |              |           |           |            |            |
| Pripornik | Nesičniški |          |          | f             | v             |       |       |           |           |             |             |              |              |           |           | x          | ɣ          |
| Zlitnik   | Sičniški   |          |          |               |               |       |       | t͡s        | d͡z        | t͡ʃ          | d͡ʒ          |              |              |           |           |            |            |
| Zlitnik   | Nesičniški |          |          |               |               |       |       |           |           |             |             |              |              |           |           |            |            |